# Soutien social aux blessures de stress opérationnel
 (octobre 2022).
Soutien social aux blessures de stress opérationnel (SSBSO) (auparavant Soutien social aux victimes de stress opérationnel) est un programme du gouvernement canadien. Il est issu d'un partenariat entre le Ministère de la Défense nationale et Anciens Combattants Canada
Fondé en 2001, le réseau d’entraide du programme est composé de pairs, de survivants. Il s’adresse aux soldats qui à leur retour de missions militaires, sont atteints du syndrome de stress post-traumatique (PTSD) ou tous ceux qui vivent des blessures de stress opérationnels (BSO) pouvant être causées par toute opération militaire, incluant celles qui se font au pays.
Le réseau est composé de 23 coordonnateurs de soutien entre pairs (CSP). Sa mission est d’offrir de l’aide aux militaires de la Force régulière des Forces armées canadiennes, de la Réserve et aux anciens combattants victimes de stress opérationnel (VSO). Des coordonnateurs sont présents dans les localités à proximité des bases militaires canadiennes.
L’organisme SSBSO offre un support direct aux personnes en détresse. Il milite aussi pour une plus grande reconnaissance du problème par les pouvoirs publics et une meilleure responsabilité civile face au sort des soldats qui souffrent du syndrome de stress post-traumatique ou  de blessures de stress opérationnel, pour avoir rendu service à notre collectivité.